# La Planète blanche
Pour plus de détails, voir Fiche technique et Distribution.
La Planète blanche est un film documentaire franco-canadien réalisé par Jean Lemire, Thierry Piantanida et Thierry Ragobert, sorti en 2006.

## Synopsis
Sous la poussée de forces invisibles, la banquise se brise. Les bœufs musqués courbent l'échine sous le blizzard. Les caribous galopent par milliers dans la toundra. Les ours blancs se défient. Les baleines boréales défoncent la banquise. Le narval dresse hors de l'eau son incroyable dent torsadée.

Du cœur de l'hiver au retour triomphal du soleil, un grand opéra sauvage sur le toit du monde, dans une nature immense et vierge où l'homme n'a pas sa place... La planète blanche ! Théâtre de luttes sans merci pour survivre.

## Fiche technique
- Titre : La Planète blanche
- Réalisation : Jean Lemire, Thierry Piantanida et Thierry Ragobert
- Scénario : Stéphane Milliere et Thierry Piantanida
- Production : Jean Labadie, Jean Lemire, Stéphane Milliere, Josée Roberge et Jean-Pierre Saire
- Distribution : BAC Films
- Musique : Bruno Coulais
- Photographie : Jérôme Bouvier, François de Riberolles, Martin Leclerc, Thierry Machado et David Reichert
- Montage : Catherine Mabilat, Thierry Ragobert et Nadine Verdier
- Pays d'origine :  Canada |  France
- Format : Couleur — 35 mm — 1,85:1 — Son : Dolby Digital
- Genre : Film documentaire
- Durée : 86 minutes (1 h 26)
- Dates de sortie : 
  -  France : 22 mars 2006
  -  Belgique : 5 avril 2006
  -  Canada : 9 septembre 2006 (festival de Toronto)

## Distribution
- Jean-Louis Étienne : le narrateur

## Liste des espèces (par ordre d'apparition)
- Lièvre arctique
- Bœuf musqué
- Ours blanc
- Renard polaire
- Grand corbeau
- Loup arctique
- Lemming
- Phoque du Groenland
- Phoque à capuchon
- Caribou
- Lagopède
- Narval
- Méduse
- Copépode
- Ange de mer
- Baleine boréale
- Bernache du Canada
- Eider à duvet
- Eider remarquable
- Sterne arctique
- Guillemot de Brünnich
- Béluga
- Pieuvre géante de l'Alaska
- Poisson loup
- Crabe
- Baleine à bosse
- Morse
- Chouette harfang
- Moustique
- Mouette tridactyle

## À noter
- Les chansons sont interprétées par Elisapie Isaac et Jorane.